# تيم رايت
تيم رايت (بالإنجليزية: Tim Wright)‏ (و. 1967  م) هو ملحن، وموسيقي من المملكة المتحدة، وويلز.

## وصلات خارجية
- تيم رايت على موقع IMDb (الإنجليزية)
- تيم رايت على موقع ميوزك برينز (الإنجليزية)
- تيم رايت على موقع ميوزك برينز (الإنجليزية)
- تيم رايت على موقع أول ميوزيك (الإنجليزية)
- تيم رايت على موقع ديسكوغز (الإنجليزية)

- تيم رايت في قاعدة بيانات الأفلام على الإنترنت